# ايفان اتال
ايفان اتال (بالفرنسية: Yvan Attal)‏ (و. 1965 – م) هو ممثل، ومخرج سينمائي، وكاتب سيناريو، وممثل دُبلاج من فرنسا . ولد في تل أبيب .

## التعليم
تعلم في مدرسة فلوران ‏

## جوائز
حصل على جوائز منها:
- فارس وسام الاستحقاق الوطني
- جائزة سيزار لأفضل ممثل صاعد
- جائزة جان غبن.

## روابط خارجية
- ايفان اتال على موقع IMDb (الإنجليزية)
- ايفان اتال على موقع ألو سيني (الفرنسية)
- ايفان اتال على موقع أول موفي (الإنجليزية)
- ايفان اتال على موقع قاعدة بيانات الأفلام السويدية (السويدية)
- ايفان اتال على موقع ديسكوغز (الإنجليزية)
- ايفان اتال على موقع قاعدة بيانات الفيلم (الإنجليزية)
- ايفان اتال على موقع كينوبويسك (الروسية)